# Rocky Votolato
Rocky Votolato, född 8 mars 1977 i Dallas, Texas, är en amerikansk singer/songwriter. Han växte upp på en bondgård i Frost i Navarro County i Texas, men flyttade i tonåren med sin familj till Seattle. Han albumdebuterade 1999 med den självbetitlade Rocky Votolato.
Rocky Votolatos yngre bror Cody spelade i hardcorebandet The Blood Brothers.

## Diskografi

### Solo
Studioalbum
- Rocky Votolato (1999) (Status Recordings)
- Burning My Travels Clean (2002) (Second Nature Recordings)
- Suicide Medicine (2003) (Second Nature Recordings)
- Makers (2006) (Second Nature Recordings) (Barsuk)
- The Brag and Cuss (2007) (Barsuk)
- True Devotion (2010) (Barsuk)
- Television of Saints (2012)  (Undertow Music Collective)
- Hospital Handshakes (2015) (No Sleep Records)
- Sawdust & Shavings (2016) (Near Mint)

Livealbum
- Live At Black Belt (2017) (Rocket Heart Records)

EPs
- The Light and the Sound EP (2003) (Second Nature Recordings)
- End Like This (2007) (Second Nature Recordings)

Singlar
- "Rocky & Seth Warren" (1999) (Redwood Records)
- "A Brief History" (2000) (Your Best Guess)

### Med Waxwing
Studioalbum
- For Madmen Only (1999) (Second Nature Recordings)
- One for the Ride (2000) (Second Nature Recordings)
- Nobody Can Take What Everybody Owns (2002) (Second Nature Recordings)

Samlingsalbum
- Intervention:Collection+Remix (2001) (Second Nature Recordings)

Singlar
- "Intervention" (1998) (Henry's Finest Recordings)

### Med Lying on Loot
- "State Route 522 / Lying On Loot" (delad singel) (Excursion Records)